# 南非裔美国人
南非裔美国人是指拥有全部或部分南非血统的美国人。在南加州，尤其是橙县和圣迭戈县，南非裔人口较为集中。

## 人口
目前有很多旅居海外的南非人生活在澳大利亚和新西兰，不过也有大量南非移民前往美国。根据2025年的数据显示，美国南非裔人口占比最高的州是北达科他州，其南非裔人口占总人口数的0.07%。紧随其后的是华盛顿特区，该地大约有0.06%的人口为南非裔。加利福尼亚州尔湾市拥有大量南非犹太人聚居，其中有人认为其“环境与我们在家乡所习惯的环境相似”。在2000年的人口普查中，有509名南非裔美国人报告其族裔为祖鲁族。
这些移民大多数以英语为母语，其中有相当一部分是南非犹太人。在美国的南非裔无论是白人还是黑人，一般是独自居住，而不是形成具有明显南非背景的社区。在种族隔离结束前后移居美国的南非白人中，相当一部分定居在明尼苏达州和伊利诺伊州等中西部各州。美国南非人口最多的州是加利福尼亚州，尤其集中在洛杉矶县、橙县和圣迭戈县。美国有很多知名人物为南非裔，其中包括商业航天先驱埃隆·马斯克。

## 相关组织
“Indaba”（在祖鲁语中意为“讨论”）是由南非人发起的一个组织，旨在促进社区参与。该组织成立于1990年代，致力于赞助各类社区活动与项目。此外，Indaba还通过网站和邮件列表提供信息交流平台，使南非人能够了解国际及当地的各类动态。位于芝加哥的南非领事馆与许多旅美南非人保持紧密联系，定期举办活动与讲座，其中包括每年4月27日举行的“自由日”庆祝活动。2001年，主办方还成立了“美国妇女行动非洲小组”，以增进美国人对南非的认知和了解。南非人也积极参与各类社交场合，如非正式聚会、宗教活动和橄榄球比赛等。

## 相关事件
2025年2月7日，美国总统唐纳德·特朗普签署行政命令，谴责南非政府没收阿非利卡人的地产，并认为美国应接纳他们。在行政命令签署后的5月11日，49名南非白人乘坐美国资助的包机从约翰内斯堡飞往华盛顿特区。对此南非政府表示，这群人并未遭受任何值得获得难民身份的迫害。而先前特朗普政府已暂停所有其他难民入境，包括来自冲突地区的申请者。仅接受南非白人的行为遭致了南非政府和难民权益倡导者的批评。南非总统拉马福萨表示他已告诉特朗普，美国总统所听到的有关白人少数群体遭受迫害的说法并不属实。美国副国务卿克里斯托弗·兰道和国土安全部副部长特洛伊·埃德加会见了南非难民，随后举行了答记者问。其中兰道表示这些难民“在南非遭受了暴力，并真正担心自己的生命安全”，而埃德加则表示“我们相信这些南非人能够实现美国梦，我们为他们感到无比兴奋。”